# Вурунсему
Вурунсему — «Богиня сонця міста Арінна», дружина бога грози Тару, мати богинь Мецулли і Хулли, мати бога грози міста Нерік, бабуся богині Цинтухи. Спочатку була богинею у хаттів, а після захоплення їх країни хеттами була прийнята останніми в їх релігійний пантеон.
Вурунсему протегувала свята на честь царів.
Згадується в ритуалах шанування бога грози.
XVII століттям до н. е. датуються згадки в літописах царя Хаттусілі I.
XIII століттям до н. е. датуються згадки в літописах царя Хаттусілі III.
Є деякі підстави припускати, що богиня Вурунсему тотожна з хурритською богинею Хебат.
У Стародавній Хетській державі богиня Сонця Арінна узаконювала владу монарха спільно з богом грози і грому Теруном. Земля належала двом божествам, і вони освящали короля, який називав богиню Сонця «Матір’ю». Король Хаттусілі I був благословенний привілеєм посадити богиню Сонця собі на коліна.

Під час Хетського Нового царства богиня Сонця спостерігала за королем і його царством, причому король був її першосвящеником, а королева – її жрицею. Хетський цар поклонявся богині Сонця щоденними молитвами на заході сонця. Хетські тексти зберігають багато молитов до богині Сонця Арінни: найвідомішою є молитва королеви Пудухепи.